# Список мереж супермаркетів у Великій Британії

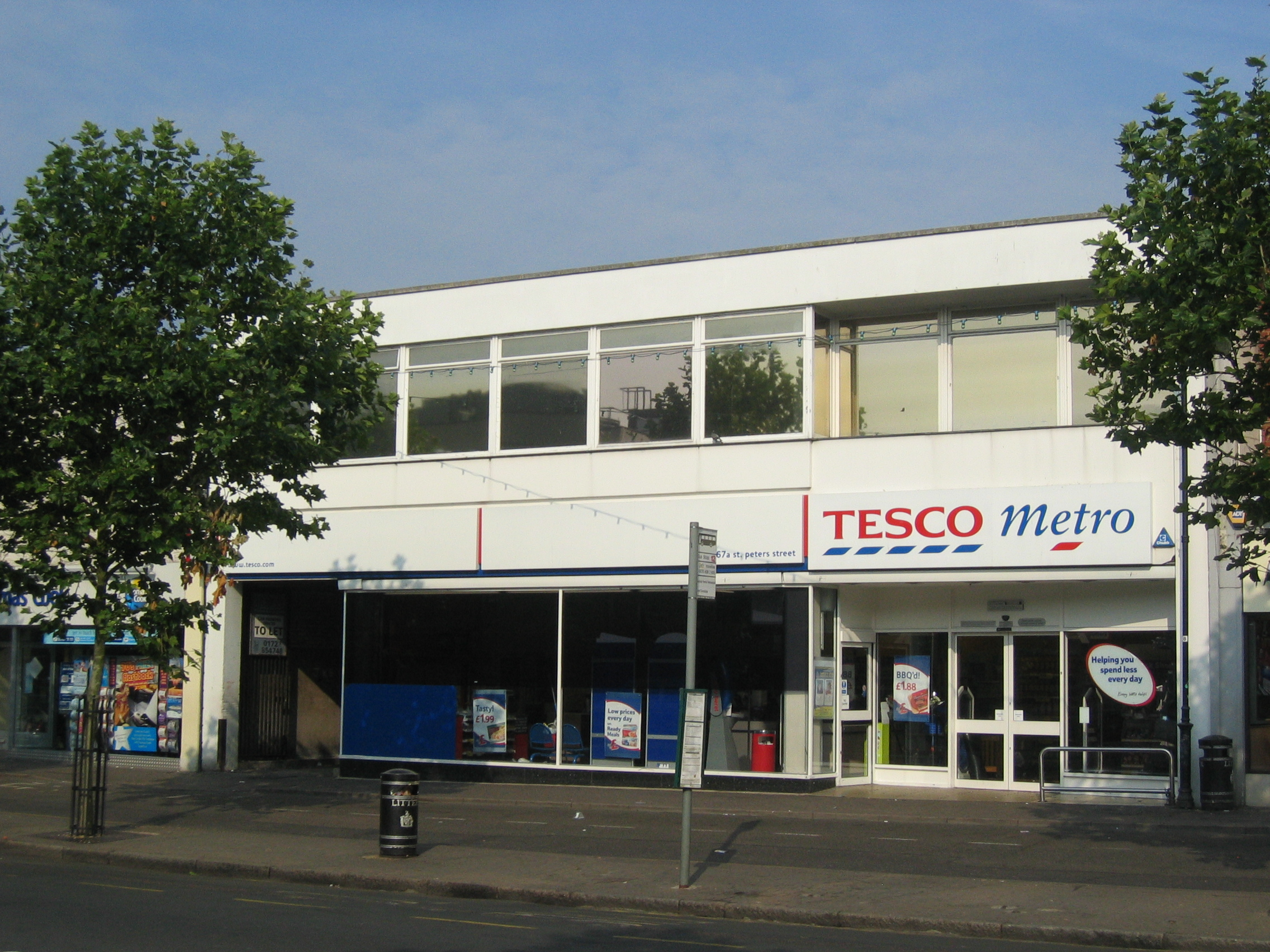
Tesco найбільша мережа супермаркетів Британії. Займає 30% ринку.

Це список мереж супермаркетів Великої Британії. У продуктовій сфері склалася ситуація олігополії: Tesco, ASDA, Sainsbury`s і Morrisons. Так звана 'велика четвірка' станом на 10 листопада 2013 року, контролює 75.3% всього ринку продовольчих товарів Британії.

## Список діючих мереж супермаркетів
| Супермаркет                       | Image                     | Заснована/прийшла на ринок ВБ | Власник                                            | Частка на теперішньому ринку | Частка ринку на 2007 | Нотатки |
| --------------------------------- | ------------------------- | ----------------------------- | -------------------------------------------------- | ---------------------------- | -------------------- | --- |
| Aldi                              |                           | 1989                          | Aldi Süd GmbH                                      | 3.9                          | 2.6                  | Супермаркет без надмірностей. Аби залишити ціни низькими - прибрали усе зайве. |
| Asda                              |                           | 1949                          | Wal-Mart через дочірню Corinth Services Ltd        | 17.5                         | 16.6                 | Засвнований групою Йоркширських фермерів |
| Booths                            |                           | 1847                          | Перебуває у власності родини засновника            |                              |                      | Північний Захід Англії та Йоркшир |
| Budgens                           |                           | 1872                          | Musgrave Group                                     |                              |                      | Заснований в Англії та Уельсі із магазинами до 930 м.кв |
| Co-op,* and The Co-operative Food |                           | 2016                          | Численні кооперативні спільноти                    | 6.3                          | 4.4                  | Під брендом працює близько 20 кооперативів роздрібної торгівлі з усієї країни |
| Costcutter                        |                           | 1986                          | Bibby Line Group                                   |                              |                      | convenience store, специфічний тип місцевих магазинів-забігайлівок із тисячею найнеобхідніших побутових дрібниць, що доповнюють гіпермаркети |
| CK's Supermarkets                 |                           | 1988                          |                                                    |                              |                      | Поширений здебільшого на теренах Уельсу |
| Farmfoods                         |                           | 1955                          |                                                    | 0.7                          | 0.5                  | |
| Filco Foods                       |                           | 1956                          |                                                    |                              |                      | Поширений здебільшого на теренах Уельсу |
| Heron Foods                       |                           | 1979                          | UK Private Company                                 |                              |                      | Переважно заморожена їжа, включає 170 магазинів в Центрі та на Півночі країни |
| Iceland (супермаркет)             |                           | 1970                          |                                                    | 2.0                          | 1.6                  | перший магазин відкритий в Oswestry, Shropshire in 1970. |
| Lidl                              |                           | 1994                          | Lidl Stiftung & Co. KG                             | 3.0                          | 2.2                  | Супермаркет без надмірностей(lowcoster типу нашого АТБ) |
| Londis                            |                           | 1959                          | Musgrave Group                                     |                              |                      | convenience store |
| Mace                              |                           |                               | Palmer and Harvey                                  |                              |                      | Ірландська франшиза і convenience store заснована Jonny Lingiah |
| Marks & Spencer                   |                           | 1884                          | Publicly traded on the London Stock Exchange       | 3.8* (separate measure)      |                      | Роздрібна торгівля їжею та одягом |
| Morrisons                         | Файл:MorrisonsConsett.jpg | 1899                          | Publicly traded on the London Stock Exchange       | 11.5                         | 11.2                 | Четверта найбільша мережа у ВБ, більше 450 магазинів |
| Nisa-Today's                      |                           | 1977                          | UK private company                                 |                              |                      | Retailers' co-operative and symbol group |
| Ocado                             | Файл:Ocado logo.PNG       | 2002                          | Публічно котируються на Лондонській фондовій біржі |                              |                      | Тільки онлайн у партнерстві з Waitrose & Morrisons |
| Sainsbury's                       |                           | 1869                          | Публічно котируються на Лондонській фондовій біржі | 17.7                         | 16.2                 | Як центральні так і локальні гіпермаркети |
| SPAR                              |                           |                               |                                                    |                              |                      | Symbol group |
| Tesco                             |                           | 1919                          | Публічно котируються на Лондонській фондовій біржі | 29.8                         | 31.6                 | Including 'Extra', 'Superstores', 'Metro', 'Express' and 'Homeplus' outlets. UK's largest non-food retailer |
| Waitrose                          |                           | 1904                          | John Lewis Partnership                             | 4.8                          | 3.9                  | Waitrose має велику різноманітність стилів, включаючи ; 'Waitrose Stores', 'Waitrose Convenience Stores and Little Waitrose', 'John Lewis Foodhall', 'Waitrose Food, Fashion & Home', 'Waitrose Food & Home' , 'Welcome Break outlets' (Motorway Services Outlets). Which? Best Supermarket 2013 |
| Whole Foods Market                |                           | 2004                          | Publicly traded on NASDAQ                          |                              |                      | Вийшли на ринок Британії з покупкою 7 магазинів Fresh & Wild |